# علیرضا شجاعیان
علیرضا شجاعیان (۲۱ شهریور ۱۳۶۷) نقاش و هنرمند تجسمی ایرانی‌تبار اهل فرانسه است.

## جوانی و تحصیل
شجاعیان در یک خانوادهٔ مسلمان در تهران زاده شد. او از سنین پایین شروع به طراحی کرد و در سن شانزده سالگی با دیدن نقاشی آینه ونوس اثر دیه‌گو ولاسکس در یک مجلهٔ هنری که از بازار سیاه در ایران خریداری شده‌بود، برای نخستین بار با هنر برهنه آشنا شد. برخلاف تمام تصاویر و نقاشی‌های برهنه در مجلاتی که در ایران منتشر می‌شوند، در این نقاشی بدن برهنهٔ ونوس برای سانسور با جوهر سیاه پوشانده نشده‌بود. نخستین نقاشی شجاعیان روی بوم، شامل بازتولید این اثر ولاسکس بود. استاد دانشگاه شجاعیان، که دلسوز او بود و او را به پرهیز از خودسانسوری تشویق می‌کرد، در ۲۳ سالگی متوجه همجنس‌گرا بودن او شد. مداخلهٔ او شجاعیان را قادر ساخت تا هویت جنسی خود را از طریق کارش کشف کند و تجربهٔ اقلیت‌های جنسی در ایران را مستندسازی کند.
شجاعیان در سال ۱۳۹۳ مدرک کارشناسی خود را در رشتهٔ هنرهای زیبا و نقاشی از دانشگاه آزاد اسلامی اخذ کرد. او به‌دلیل انتخاب هنر کوئیر به عنوان موضوع پایان‌نامه و پروژهٔ نهایی خود، موفق به اخذ مدرک کارشناسی ارشد خود نشد. او در تمام دوران تحصیل دانشگاهی خود آثار خود را پنهان نگه داشته و در ایران نمایشگاهی برگزار نکرده‌است.

## بیروت و پاریس
تحریم‌ها علیه ایران مانع مهاجرت شجاعیان به ایالات متحده آمریکا و اروپا شد. او در ایران با یک حامی اهل لبنان ملاقات کرد که او را تشویق کرد به بیروت برود. شجاعیان در فوریهٔ ۲۰۱۷ در بیروت ساکن شد و در آن زمان توانست کار خود را توسعه دهد و در سال‌های ۲۰۱۷ و ۲۰۱۸ دو نمایشگاه انفرادی برگزار کند. او از سوی سفارت فرانسه در لبنان به شرکت در پروژه‌ای برای فرهنگستان هنرهای زیبا دعوت شد و به‌دنبال آن به پاریس نقل مکان کرد.
در سال ۲۰۱۹، پس از سه سال زندگی دور از وطن، شجاعیان پناهندهٔ فرانسه شد.

## فعالیت اجتماعی-سیاسی
شجاعیان سوژه‌های خود را به‌صورت برهنه یا نیمه‌برهنه و در موقعیت‌های خودمانی و آسیب‌پذیر به تصویر می‌کشد. او معتقد است که هدف کارش مبارزه با تعصب اجتماعی علیه افراد ال‌جی‌بی‌تی، و در عین حال ایجاد فضایی برای هویت‌های مردانه غیرهترونرماتیک است. شجاعیان گفته‌است که هویت جنسی در برخی کشورها از جمله ایران، که در آن بدن انسان سانسور و کنترل می‌شود و هویت جنسی افراد سیاسی بوده و مورد موشکافی قرار می‌گیرد، موضوعی سیاسی محسوب می‌شود.

## آثار

### مجموعه سالاد فصل
شجاعیان، در زمانی که هنوز به تحصیل در دانشگاه مشغول بود، دو اثر برهنه با نام‌های سالاد فصل ۱ و ۲ را نقاشی کرد. او در این آثار به ختنهٔ جنسی خود به‌عنوان نمادی از عدم پذیرش هویت جنسی خود در حکومت ایران اشاره می‌کند. این نقاشی‌ها به‌صورت عمومی قابل نمایش نبودند و برای این که استاد دانشگاه او بتواند به‌صورت خصوصی آن‌ها را مشاهده کند، پوشانده شدند.

### مجموعه شش‌ضلعی
مجموعه شش‌ضلعی لحظات پایانی یکی از دوستان شجاعیان را به‌تصویر می‌کشد که توسط یک شخص غریبهٔ جهادی به قتل رسیده‌است و در حالت ملاقات جنسی قرار رفته‌است.

### کفرگویی شیرین
شجاعیان در سال ۲۰۱۷ و پس از سفر به لبنان، در مجموعه‌ای از پرتره‌های برهنهٔ شهوانی و بحث‌برانگیز که تحت عنوان کفرگویی شیرین در بیروت به نمایش گذاشته‌شد، با خنسا، هنرمند و رقصنده شکم لبنانی همکاری کرد.

### حامد سنو و یکی از برادرانش (۲۰۱۸)

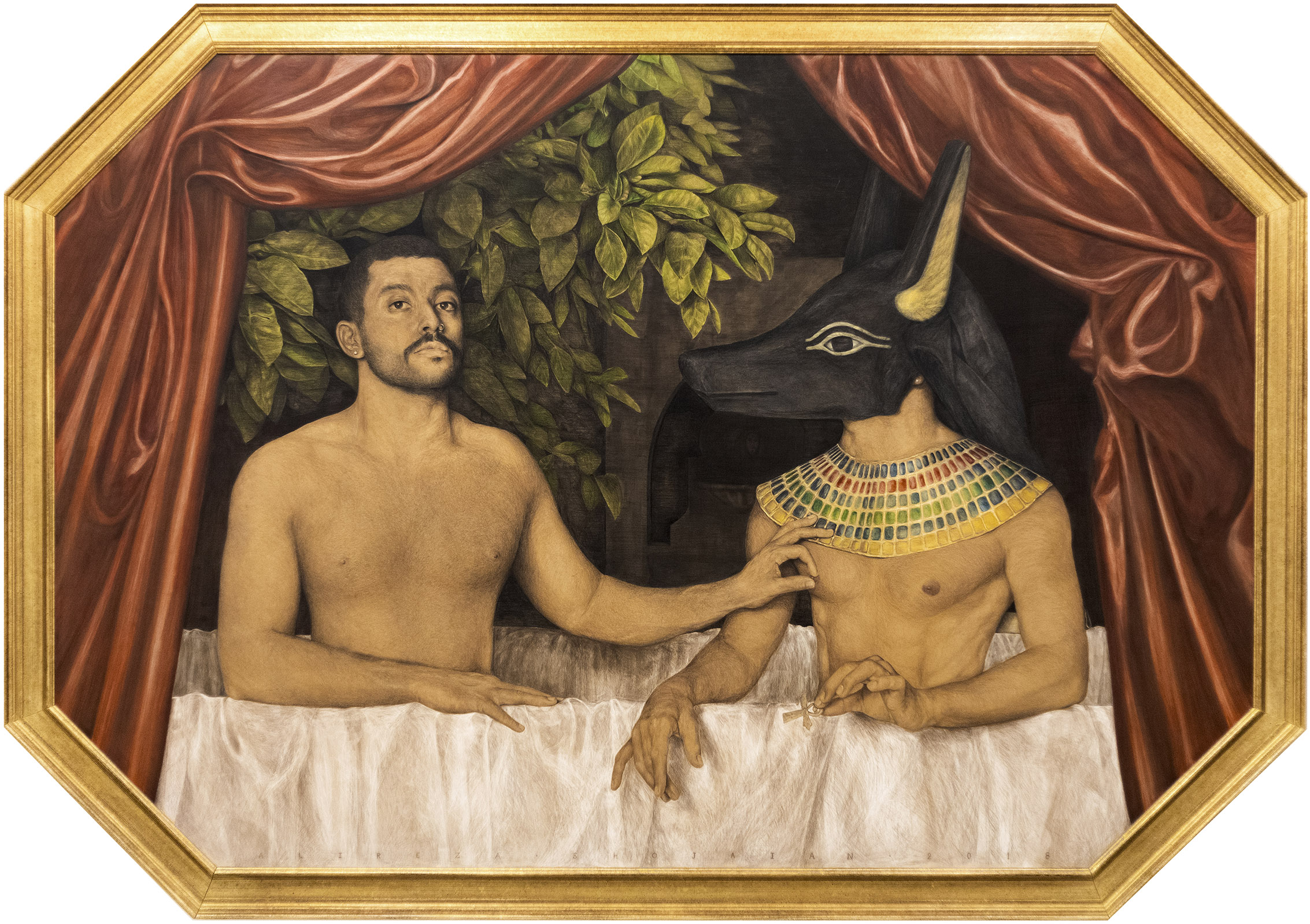
حامد سنو و یکی از برادرانش، ۲۰۱۸.

یکی از آثار شناخته‌شدهٔ شجاعیان، حامد سنو، رهبر گروه مشروع لیلی را، در حالی که نوک سینهٔ آنوبیس، خدای مصر باستان برای تشییع جنازه را نیشگون می‌گیرد، به تصویر می‌کشد. در این نقاشی، آنوبیس یک گردنبند اوسخ رنگین‌کمانی به گردن دارد که طرح آن به پرچم غرور اشاره دارد.
این اثر به اثری به‌نام گابریل دستره و یکی از خواهرانش از یک نقاش ناشناخته اشاره می‌کند و از آن الهام می‌گیرد که معشوقهٔ هنری چهارم فرانسه را به‌تصویر کشیده‌بود. همکاری شجاعیان با سینو در واقع بیانیه‌ای بود علیه آزار و اذیت سیستماتیک اقلیت‌های جنسی در مصر توسط دولت. شجاعیان این قطعه را پس از کنسرت مشروع لیلی در ۲۲ سپتامبر ۲۰۱۷ در قاهره، که طی آن پرچم افتخار به اهتزاز درآمد، نقاشی کرد. این واقعه منجر به دستگیری تعدادی از تماشاگران کنسرت نیز شد. شجاعیان در یک مصاحبه که در سال ۲۰۲۰ انجام داد، از سارا حجازی، فعال حقوق اقلیت‌های جنسی و یکی از شرکت‌کنندگان در آن کنسرت که پرچم افتخار را برافراشته بود، ادای احترام کرد. حجازی پس از تجربهٔ حبس و بدرفتاری شدید در مصر، خودکشی کرده‌بود.

### پیکان آرت (۲۰۲۱)
یک خودروی پیکان مدل ۱۹۷۴ که زمانی متعلق به نیکولای چائوشسکو بود، توسط سازمان پیکان‌آرت‌کار خریداری شد. این خودرو در سال ۲۰۲۱ توسط شجاعیان نقاشی یک چیدمان هنری صوتی نیز به آن افزوده شد. نقاشی‌های روی این خودرو، تصاویری از شاهنامه، منظومهٔ حماسی ایرانی قرن دهم، نوید افکاری، کشتی‌گیر ایرانی اعدام‌شده توسط حکومت ایران، و تصویری با الهام از علی فاضلی منفرد، جوان همجنس‌گرایی که پس از آگاه‌شدن خانواده‌اش از تمایلات جنسی‌اش، توسط اعضای خانواده سر بریده شد را شامل می‌شود. چیدمان هنری صوتی نیز شامل قطعه‌ای صوتی از منفرد است که یادداشتی را برای دوست‌پسرش، که چند روز قبل از قتل او به ترکیه گریخته‌بود، می‌خواند.
این اثر برای اولین بار در اکتبر ۲۰۲۱ در انجمن آزادی اسلو متعلق به بنیاد حقوق بشر در میامی، فلوریدا به نمایش درآمد. این اثر قرار بود در اواخر اکتبر ۲۰۲۱ در نمایشگاه هنر «آسیا اکنون» در پاریس به نمایش درآید، اما دعوتنامه‌ای که برای نمایش اثر ارسال شده‌بود، به‌همراه بیانیه ای از بنیانگذار نمایشگاه، الکساندرا فین پس گرفته‌شد. فین در این بیانیه اعلام کرده‌بود که این تصمیم به‌دلیل ترس از به خطر افتادن امنیت افرادی اتخاذ شده‌است که با این نمایشگاه کار می‌کنند و امنیت آن‌ها با نمایش این اثر به خطر می‌افتد.